# Amerikaanse Onafhankelijkheidsoorlog
De Amerikaanse Onafhankelijkheidsoorlog (1775-1783) was de oorlog tussen Groot-Brittannië en haar dertien koloniën in Noord-Amerika die later de Verenigde Staten zouden vormen. De oorlog was een onderdeel van de Amerikaanse Revolutie en resulteerde in de onafhankelijkheid van de Verenigde Staten.

## Achtergrond van de oorlog

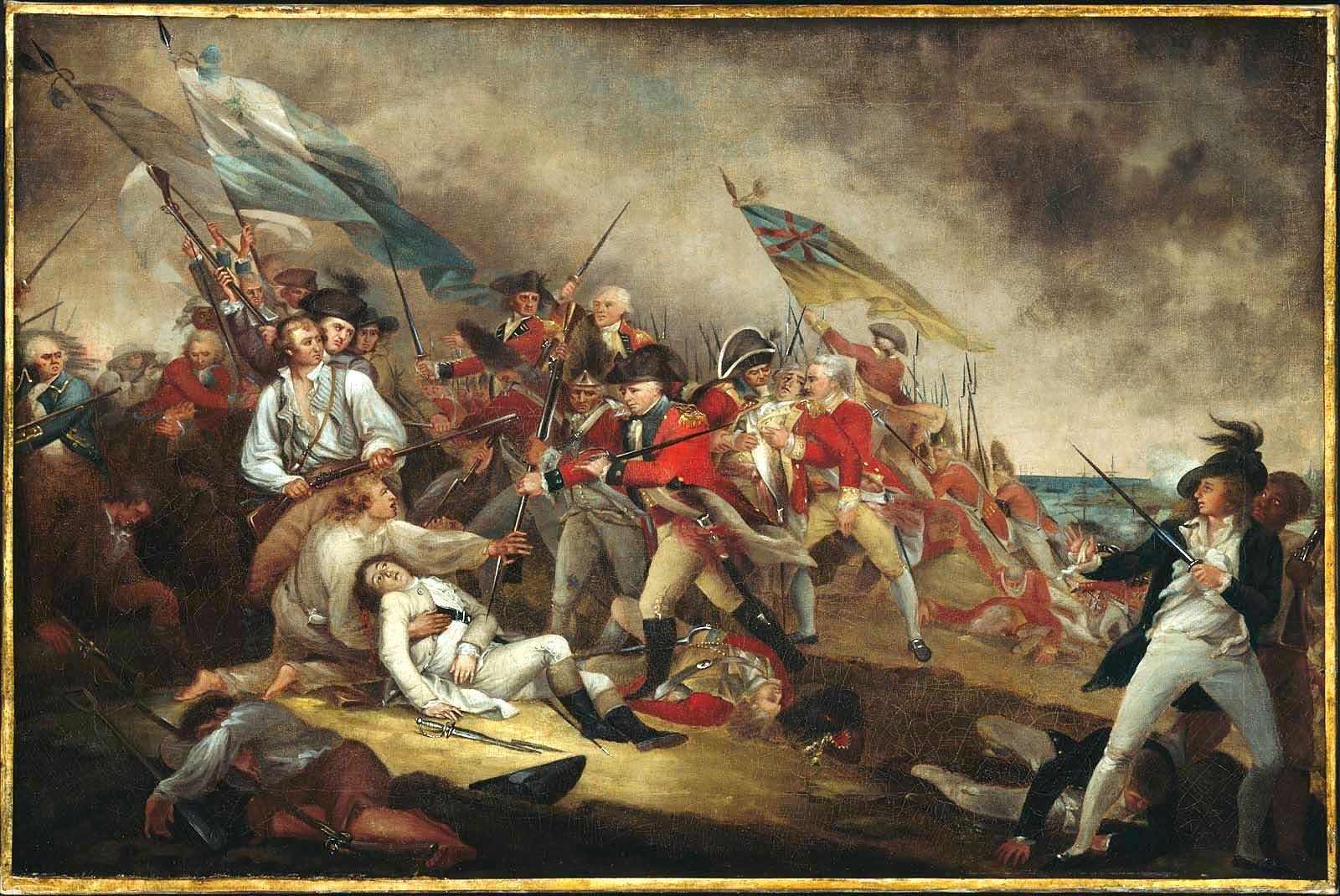
De slag om Bunker Hill

Voor het begin van de oorlog waren de verschillen tussen de diverse koloniën vooral in economisch opzicht erg groot. Het Noorden was een gebied met handelaren en kleine boeren, terwijl de economie van het Zuiden bepaald werd door van slavernij afhankelijke tabaks-, rijst- en katoenplantages. De grenzen in Noord-Amerika lagen niet vast en regelmatig was er conflict met Nieuw Frankrijk. De vierde oorlog werd door de Fransen verloren. Met de vrede van Parijs (1763) kwam Nieuw Frankrijk in Britse handen. De oorlogen kostten de Engelsen handen vol geld en het Britse Parlement voelde zich genoodzaakt de belastingen te verhogen en voerde nieuwe wetten in, die nadelig waren voor de dertien kolonies. De weerstand tegen deze wetten leidde tot een politieke en sociale afsplitsing van het Britse Rijk en dreef de dertien kolonies ertoe zich te verenigen in een onafhankelijke staat: de Verenigde Staten van Amerika.

### Ideologie
De basisideeën die de Amerikaanse Verlichting, die schatplichtig was aan de Europese Verlichting, typeerden waren liberalisme, democratie, republicanisme en religieuze vrijheid. Het groeiende geloof door de kolonisten in deze concepten zorgde voor een nieuwe politieke en sociale identiteit. Het republicanisme, dat werd aangehangen door alle Founding Fathers, dreef de revolutie aan. Deze ideologie was dominant in de dertien kolonies in 1775 en was voornamelijk gericht tegen de corruptie, die volgens hen het Britse bestuur typeerde. Deze corruptie, die verpersoonlijkt werd door het parlement in Londen maar ook door de aristocratie in de kolonies, bedreigde de vrijheid van de kolonisten en werd door hen dan ook streng veroordeeld.
Polemische schrijvers als Thomas Paine en Patrick Henry speelden een grote rol in de groei van de revolutionaire geest onder gewone Amerikanen. Vooral Common Sense, een pamflet van Paine dat de monarchie zelf aanviel, was heel populair. Alleen al in 1776 verschenen er 25 edities van en er werden meer exemplaren van verkocht dan eender welk gedrukt document uit de koloniale geschiedenis van Amerika. Paine schreef in een taal en stijl die voor iedereen toegankelijk was en vermeed het wettelijke en logische jargon van andere pamfletten uit die tijd. Hij maakte ook gebruik van Bijbelse metaforen en gewone taal, die de lezers vanuit hun calvinistische achtergrond sterk aanspraken. In het pamflet viel Paine de Britse monarch aan en noemde hem "a royal brute" (een koninklijke bruut). Hij spoorde de Amerikanen aan om op te komen voor hun vrijheid. Duizenden lazen en luisterden naar Common Sense en werden erdoor geradicaliseerd.
De kerken van Dissenters stonden bekend als scholen van de democratie, ze predikten revolutionaire gedachten onder het mom van het vechten tegen tirannie zoals in het Oude Testament.

### Belastingen
Tijdens de Zevenjarige Oorlog in Amerika vochten voornamelijk Britse troepen tegen de Fransen. De Britse troepen werden gefinancierd met belastinggeld dat in Groot-Brittannië geïnd werd en na deze oorlog zocht het Britse Parlement compensatie voor de gemaakte kosten. Vanaf 1764 voerde Groot-Brittannië verscheidene "Acts" of wetten in die de Amerikaanse kolonies nieuwe belastingen oplegden en grote weerstand opriepen binnen de kolonies. De Amerikanen zagen door de directe belastingen hun rechten als Engelsman geschaad. Zonder verkozen vertegenwoordiging in het parlement waren deze wetten volgens de kolonisten onrechtmatig. Voor de Britten waren deze wetten noodzakelijk om de autonomie, die verkregen was met het oog op economische ontwikkeling ten behoeve van het vaderland, van de kolonisten terug te schroeven.
Deze wetten waren:

#### De Sugar Act (1764)
De "Sugar Act" was een aanpassing van de "Molasses Act" uit 1733 die ineffectief bleek te zijn omdat hij massaal omzeild werd. De wet versoepelde enerzijds de voorgaande door slechts 3 pence per gallon melasse te innen in plaats van 6 pence, doch stelde ze nieuwe maatregelen voor om de taks te innen.

#### De Currency Act (1764)
De "Currency Act" verbood de dertien kolonies het aanmaken van papiergeld om zowel publieke als private schulden te vereffenen.

#### De Quartering Act (1765)
De "Quartering Act" verplichtte de dertien kolonies tot het onderhoud en de huisvesting van Britse troepen in Amerika. De kolonies beschouwden deze wet als illegaal omdat hij indruiste tegen de "Bill of Rights" uit 1689, die een staand leger verbood.

#### De Stamp Act (1765)
De "Stamp Act" legde de Amerikanen een belasting op die betrekking had op het gebruik van papier dat gecertificeerd werd door een zegel of stempel. Deze documenten bestonden onder andere uit kranten en juridische documenten.

#### De Townshend Acts (1767)
De "Townshend Acts" waren vijf wetten die tot doel hadden een hoger inkomen uit de kolonies te genereren. Hiervoor werden er nieuwe belastingen geheven op lood en papier. Met de opbrengst hiervan werd het salaris van de rechters en gouverneurs binnen de kolonies betaald, zodat deze onafhankelijk van de kolonies zouden kunnen werken. Tevens werd met de nieuwe middelen New York gestraft, dat de "Quartering Act" niet naleefde. Hiermee schiep het Britse Parlement het precedent dat stelde dat het het recht had om de kolonies te berechten. Door de grote weerstand tegen deze wetten voelde het parlement zich in 1769 genoodzaakt Boston te bezetten, wat uiteindelijk zou leiden tot het Bloedbad van Boston in 1770.

#### De Tea Act (1773)
De "Tea Act" vergrootte het monopolie van de Britse Oost-Indische Compagnie over de theehandel binnen alle Britse kolonies door toe te staan dat de Compagnie haar overschot mocht verkopen zonder koloniale invoerrechten te betalen. Door dit monopolie ontstond in de dertien kolonies een grote weerstand tegen Britse thee. Deze weerstand zou culmineren in de Boston Tea Party in 1773.

#### De Quebec Act (1774)
De "Quebec Act" verlengde de grenzen van Quebec langs de rivier de Ohio. Hierdoor werden de claims van de dertien kolonies ongeldig.

#### De Intolerable Acts (1774)
De vier wetten die samen de "Intolerable Acts" vormden, waren de laatste wetten die het Britse Parlement uitvaardigde voor de dertien kolonies. De "Massachusetts Government Act" veranderde het charter van Massachusetts en verbood publieke samenkomsten. De "Administration of Justice Act" stelde dat alle Britse soldaten die verdacht werden van een misdaad niet in de kolonies maar in Groot-Brittannië berecht moesten worden. De "Boston Port Act" sloot de haven van Boston af tot de Britse regering vergoed was voor de thee die verloren ging in de Boston Tea Party. De laatste wet, de "Quartering Act", was een uitbreiding van de wet met dezelfde naam uit 1765. Bij deze wet diende er geen toestemming van eigenaars te zijn wanneer Britse soldaten in hun huis gelegerd werden.

## Politieke tegenstand

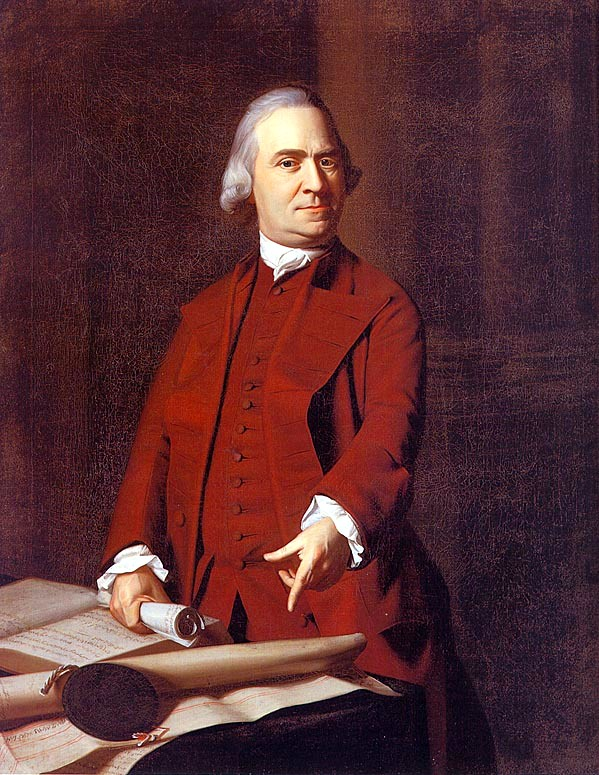
Samuel Adams

De Amerikaanse politieke oppositie werd oorspronkelijk gevoerd door koloniale raden zoals het "Stamp Act Congress". Deze raden bevatten vertegenwoordigers van alle kolonies. In 1765 werden de Sons of Liberty gevormd. Dit was een groepering die demonstraties, geweld en bedreigingen gebruikte om de uitvoering van de nieuwe wetten onmogelijk te maken. Hoewel ze openlijk vijandig waren tegen het Parlement, bleven de kolonisten smeekbedes en petities ter interventie sturen naar de koning, die zij nog altijd trouw waren.
Vanaf 1772 werden onder impuls van Samuel Adams in Boston in alle dertien kolonies "Committees of Correspondence" opgericht. Deze comités zouden uiteindelijk het raamwerk vormen voor de rebellerende regering van de Verenigde Staten. In totaal dienden 7000 à 8000 patriotten in deze comités op zowel het lokale als koloniale niveau. De comités waren de leiders van het Amerikaanse verzet tegen de Britse acties en organiseerden grotendeels de krijgshandelingen op lokaal en staatsniveau.
Toen het Eerste Continentaal Congres besloot om massaal Britse producten te boycotten, waren het de comités die hierbij het voortouw namen. Ze inspecteerden handelsregisters en publiceerden de namen van de handelaars die zich niet aan de boycot hielden. Tevens stimuleerden ze patriottisme en huisnijverheid, waarbij ze Amerikanen aanraadden om eenvoudig te leven. Geleidelijk aan werd de macht van deze comités over alle deelgebieden van het publieke leven groter. In 1774-1775 hielden ze toezicht op de verkiezingen van de Provinciale Congressen. Deze zouden de taak van de koloniale raden overnemen. In 1774 werden afgevaardigden van alle provinciale congressen verenigd in het Eerste Continentaal Congres, dat een overlegorgaan was en diende voor de coördinatie van collectieve actie.

## Oorlog en onafhankelijkheid

### De oorlog in het noorden 1775-1780

#### Massachusetts

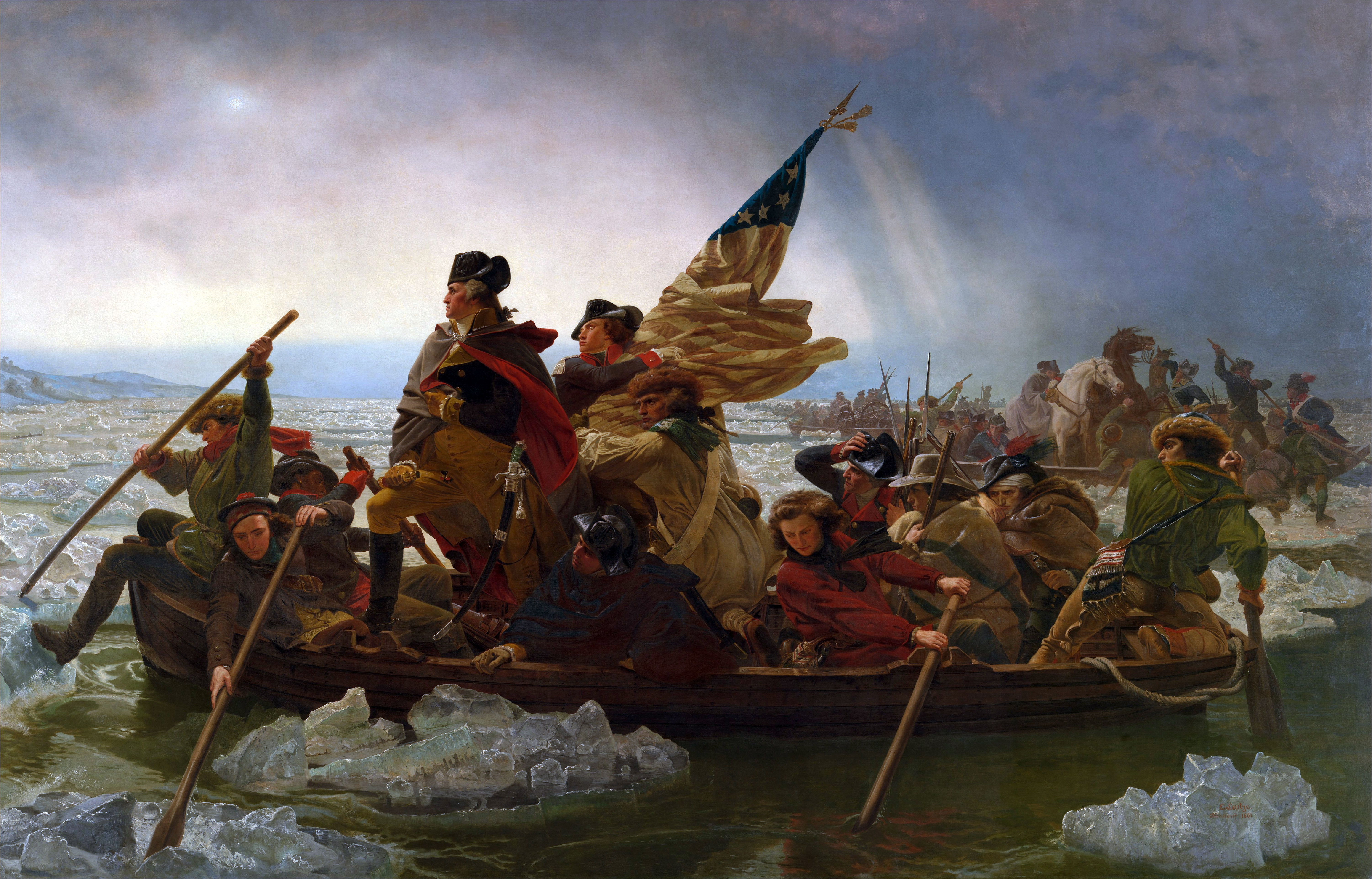
Washington crossing the Delaware op een schilderij van Emanuel Leutze.

Voor het uitbreken van de oorlog was Boston het centrum van revolutionaire activiteit, wat in 1774 tot de Massachusetts Government Act zou leiden. Deze wet hief het lokale bestuur in de kolonie op, wat tot grote weerstand leidde bij de lokale bevolking. Deze weerstand zorgde ervoor dat de Koninklijke ambtenaren in Massachusetts ontslag namen of zich moesten verschuilen in Boston, omdat revolutionairen de controle van Massachusetts overgenomen hadden. In Boston was luitenant-generaal Thomas Gage, die tevens opperbevelhebber was van het Britse leger in Noord-Amerika, gelegerd met 4000 Britse soldaten.
In de nacht van 18 april 1775 zond generaal Gage 700 soldaten uit om de munitie die de koloniale militie in Concord had opgeslagen in beslag te nemen. De militie werd gealarmeerd voor de komst van de Britten en toen deze in de ochtend van 19 april Lexington binnenmarcheerden stuitten ze op 77 militieleden op het dorpsplein. Na een schermutseling trokken de Britten verder richting Concord waar drie compagnieën aan de ‘North Bridge’ werden verdreven door 500 militieleden. De Britten trokken zich terug naar Boston maar gedurende deze terugtocht werden ze door duizenden minutemen aangevallen, waardoor de terugtocht een totale ramp werd. De slagen om Lexington en Concord luidden de officiële start in van de Amerikaanse Onafhankelijkheidsoorlog.
De militie omsingelde Boston, terwijl 4500 man Britse troepen via de zee de stad versterkten. Het verzamelde Britse leger dat door generaal William Howe aangevoerd werd, veroverde met de Slag om Bunker Hill het schiereiland waar Charlestown lag. Hoewel de Amerikanen verslagen werden en zich terugtrokken, waren de Britten door zware verliezen niet in staat deze overwinning uit te buiten en de aanval door te zetten. Het beleg van de stad werd zodoende niet gebroken en generaal Gage werd door generaal Howe vervangen als opperbevelhebber.
In juli 1775 kwam de net aangestelde generaal George Washington aan buiten Boston om het bevel van de koloniale militie op te nemen en een Continentaal leger op te richten. Het Amerikaanse leger had een groot tekort aan buskruit en Washington vroeg om nieuwe voorraden. Hiervoor werden arsenalen geplunderd en buskruit geïmporteerd uit Frankrijk (90 procent van de beschikbare hoeveelheid werd tegen het einde van 1776 weer geïmporteerd). De patstelling bij Boston duurde tot in maart 1776 toen zwaar geschut, dat de militie buit maakte in Fort Ticonderoga, door kolonel Henry Knox werd aangevoerd en de Britten op 17 maart 1776 de stad deed uitvluchten naar Halifax in Nova Scotia. Na de inname van Boston verplaatste Washington het grootste deel van het continentale leger naar New York.

#### Quebec

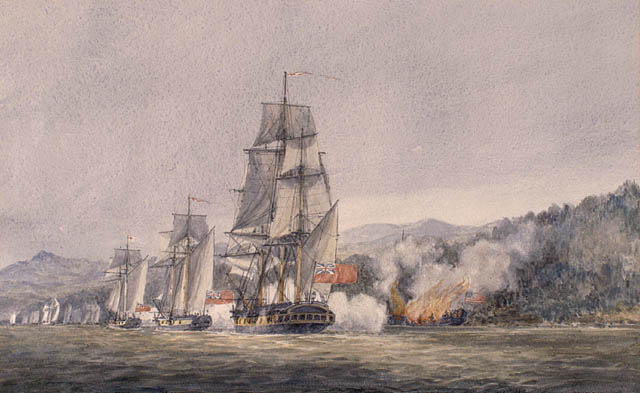
De Slag bij Valcour Island

Drie weken na de start van het beleg van Boston veroverden militieleden onder leiding van Ethan Allen en Benedict het Fort Ticonderoga. Dit fort lag op een strategisch belangrijke plaats tussen New York en de provincie Quebec. Na de overname van het fort plunderde de militie het nabije Fort Saint-Jean (Fort St. John’s), dat niet ver van Montreal lag. De plundering alarmeerde de gouverneur van Quebec, die Fort Saint-Jean liet versterken en onderhandelingen startte met de Irokezen en andere indianenstammen om hun steun te verkrijgen. De acties van de gouverneur wees het Congres op de mogelijkheid van een invasie door de Britten uit het noorden, waardoor ze toestemde met de invasie van Quebec. Het doel van deze invasie was het verdrijven van de Britten uit deze provincie.
Op 2 november 1775 belegerde en veroverde brigadegeneraal Richard Montgomery met 1700 militieleden Fort Saint-Jean en vervolgens Montreal op 13 november. De Britse generaal Carleton ontsnapte naar Quebec en bereidde de stad voor op een beleg.
Op 31 december verenigde het leger van Montgomery zich met dat van kolonel Arnold. Deze had door een zware tocht door de wildernis en door een uitbraak van pokken ongeveer de helft van zijn 1100 manschappen verloren. Samen vielen ze Quebec aan. De aanval werd door Carleton afgeslagen. Dit was een nederlaag voor de Amerikanen, die generaal Montgomery verloren en 400 man in krijgsgevangenschap zagen gaan. De Amerikanen bleven zich ophouden rond Quebec tot de lente van 1776, toen de Britse kapitein Charles Douglas aankwam met een eskader schepen ter versterking van de stad.
Op 8 juni 1776 werd een volgende poging van de Amerikanen om Quebec te veroveren afgeslagen bij Trois-Rivières. Dit werd gevolgd door een tegenaanval van generaal Carleton, die kolonel Arnold versloeg bij de slag bij Valcour Island in oktober. Hierna trok Arnold zich terug naar fort Ticonderoga. Hoewel de invasie van Quebec van 1776 voor de Amerikanen op een ramp uitdraaide, bleek ze wel voldoende om een grootschalige Britse invasie tegen te houden tot de Saratogacampagne van 1777. Wel kostte de invasie van Quebec de Amerikanen hun steun in de Britse publieke opinie.

#### New York en New Jersey

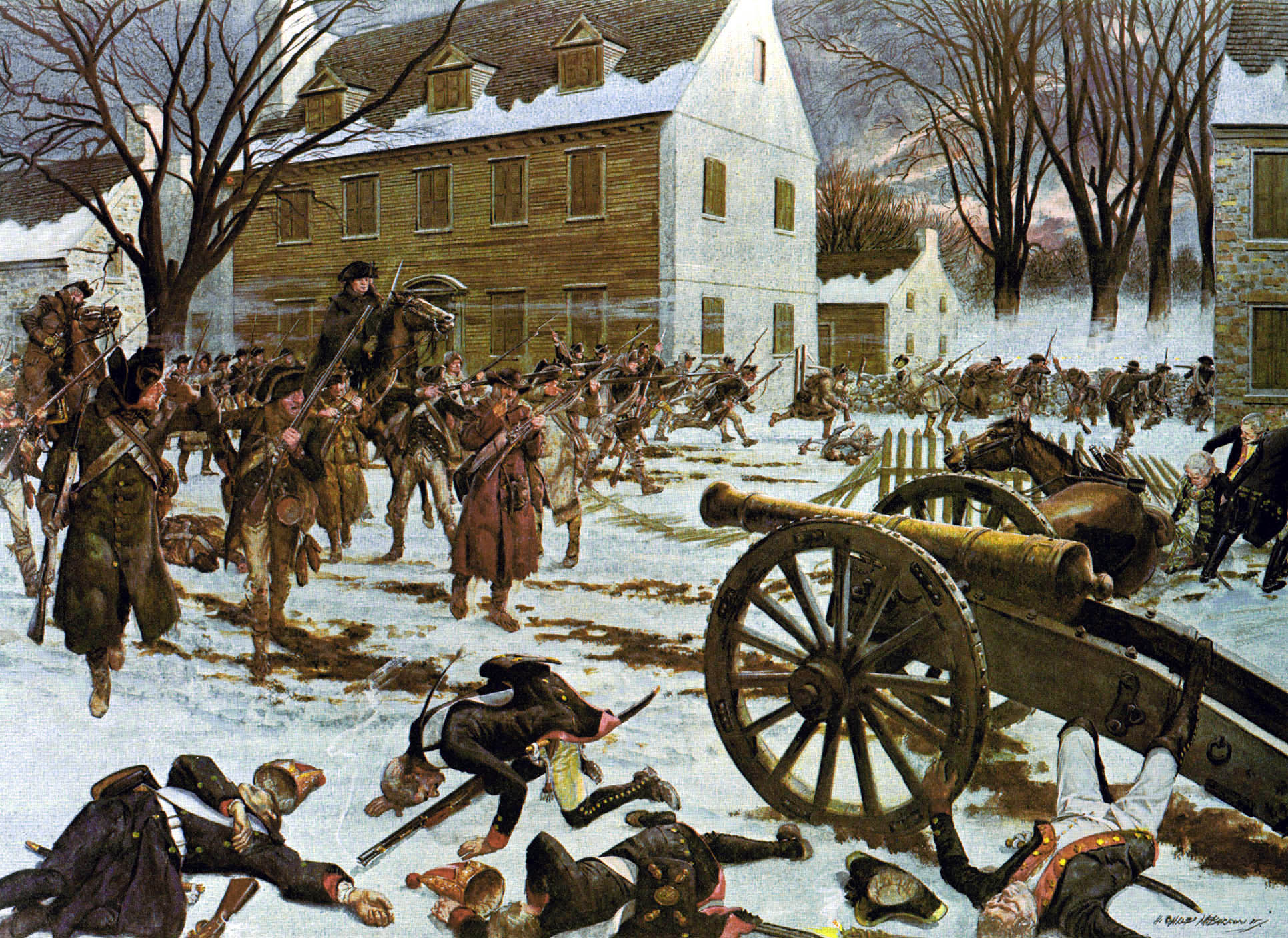
De Slag bij Trenton

Nadat de Britse generaal Howe verplicht was Boston te verlaten, was zijn doel nu het veroveren van New York. Ter verdediging van deze stad had generaal Washington 20.000 manschappen opgesteld in Long Island en Manhattan, waar hij de nieuwe onafhankelijkheidsverklaring van de Verenigde Staten aan zijn troepen liet voorlezen. Ondertussen verzamelden Britse troepen en Hessische huurlingen zich in Staten Island voor de nakende campagne.
Na de landing van 22.000 Britse soldaten in Long Island op 27 augustus 1776, werden de Amerikanen, na de grootste veldslag van de revolutie, naar de Brooklyn Heights teruggedreven. Generaal Howe belegerde er vervolgens de versterkingen, maar generaal Washington slaagde erin, om ’s nachts ongemerkt zijn volledige leger te laten ontsnappen over de East River. Na een mislukte poging om een vredesakkoord te onderhandelen op 11 september zette generaal Howe de aanval verder en nam New York in op 15 september. Hierna volgden schermutselingen met generaal Washington, maar deze laatste wist altijd te ontsnappen. Na de Slag bij White Plains op 28 oktober 1776 veroverde generaal Howe Fort Washington op Manhattan. Hierbij nam hij 2.000 krijgsgevangenen. Deze werden ondergebracht in gevangenisschepen in New York. Deze schepen werden berucht, doordat door de verwaarlozing van de gevangenen er meer soldaten en matrozen stierven in gevangenschap dan in alle veldslagen van de oorlog samen.
Na de inname van Fort Washington kreeg generaal Clinton de opdracht om Newport te veroveren, terwijl generaal Lord Cornwallis Washingtons leger achtervolgde doorheen New Jersey tot aan de Delaware bij de grens met Pennsylvania. Bij het invallen van de winter van 1776 had het Amerikaans Continentaal leger 5.000 soldaten aan Howe verloren. De toekomst voor het Continentaal leger zag er dan ook somber uit, doordat op het einde van 1776 de dienstplicht erop zat en de totale sterkte van het leger maar op 1.400 zou komen te liggen. Uit wanhoop was het Congres al uit Philadelphia vertrokken, doch het verzet tegen de Britten groeide op het platteland. Op kerstavond stak Washington ongezien de Delaware weer over en nam na de slag bij Trenton op 26 december 1776 1.000 Hessische huurlingen gevangen. Lord Cornwallis trachtte Trenton te heroveren op de Amerikanen, maar werd teruggeslagen en op 3 januari 1777 werd de achterhoede van zijn leger bij Princeton aangevallen. Generaal Washington plaatste zijn winterkwartier in Morristown, maar de hele winter bleven militieleden uit New Jersey prikacties uitvoeren tegen de in de staat gelegen Britse en Hessische troepen. Deze zagen zich genoodzaakt om zich terug te trekken naar New York.
Gedurende elke fase van de oorlog, veronderstelden de Britten, dat veel loyalisten de koning en het Britse leger te hulp zouden schieten. Dit bleek echter een misvatting, veelal ingegeven door loyalisten in ballingschap in Londen, de loyalisten waren immers erg slecht georganiseerd en slaagden er niet in militaire doelen te verwezenlijken. Zo diende generaal Clinton in februari 1776 zijn invasie van Noord-Carolina af te breken, nadat hij vernam, dat de loyalisten verpletterend verslagen werden bij de Slag bij Moore’s Creek Bridge. In juni probeerde generaal Clinton Charleston, de grootste haven in het zuiden, in te nemen. Hiermee hoopte hij een opstand van de loyalisten in Zuid-Carolina te bespoedigen, doch hij faalde, doordat de vloot verslagen werd door de forten rond de stad.

#### Saratoga en Philadelphia

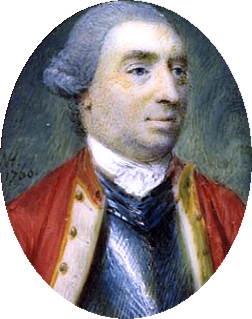
George Germain

Voor de planning van de operaties voor 1777 hadden de Britten twee legers ter beschikking in Noord-Amerika. Het leger van Carleton in Quebec en dat van Howe in New York. In Londen werden de operaties voor beide legers door Lord George Germain goedgekeurd, maar door miscommunicatie, slechte planning en de rivaliteit tussen de generaals verliepen ze niet zoals gepland. Howe veroverde Philadelphia, het leger van Carleton gaf zich over na de slag bij Saratoga. Beide generaals gaven hun commando op na de campagne van 1777.

##### Saratogacampagne

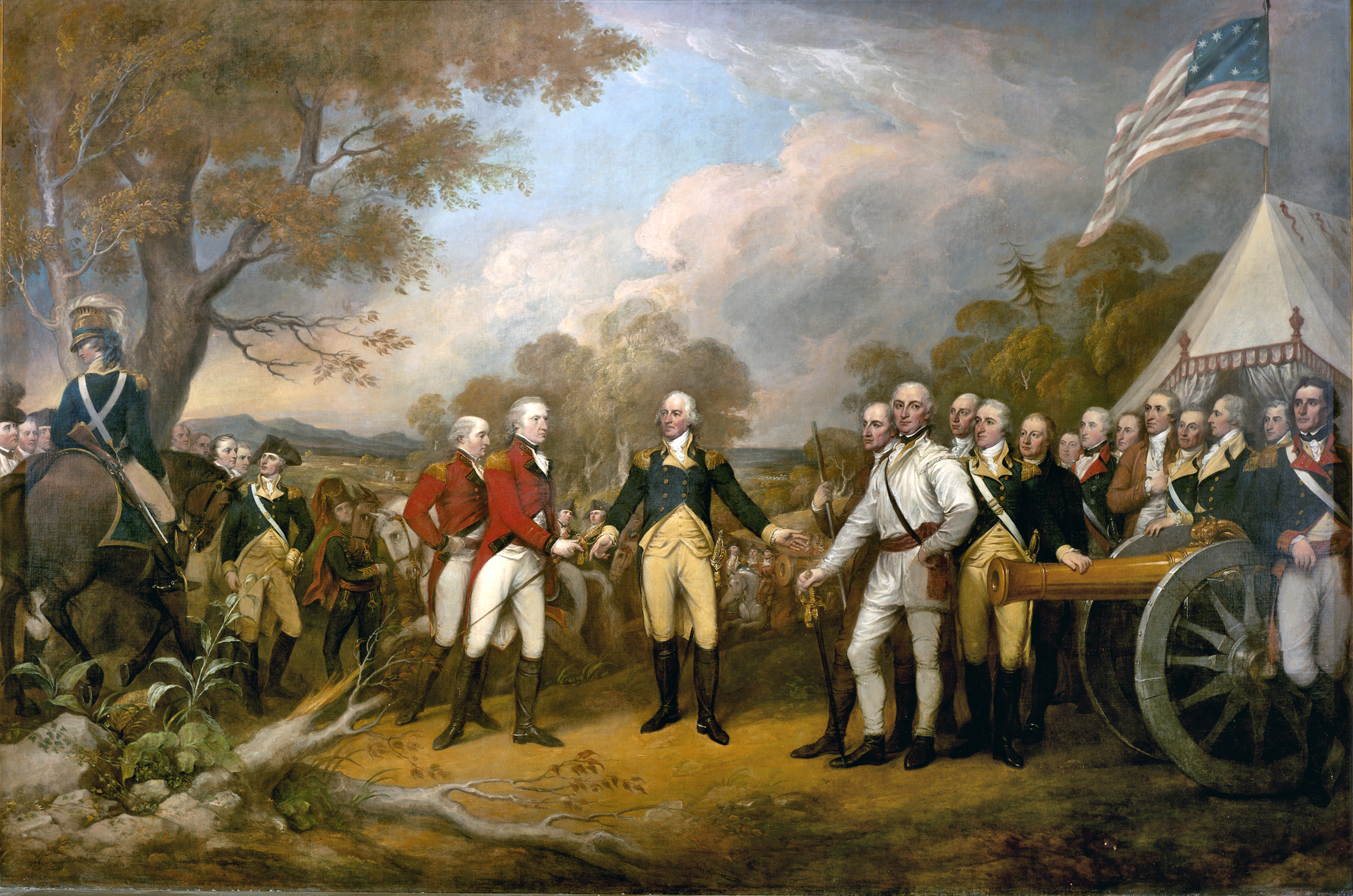
Generaal Burgoyne geeft zich over na de Slag bij Saratoga

De eerste campagne van 1777 was een expeditie vanuit Quebec onder aanvoering van generaal John Burgoyne. Het doel was de verovering van Lake Champlain en de corridor van de Hudson. Zo zou New England gescheiden worden van de andere kolonies. De invasie van Burgoyne bestond uit twee componenten: enerzijds trokken 8000 soldaten langs het meer naar Albany, anderzijds trokken 2000 soldaten onder leiding van Barry St. Leger langs de vallei van de Mohawk om eveneens bij Albany uit te komen.
Burgoyne vertrok in juni en heroverde Fort Ticonderoga in juli. Gedurende het vervolg van zijn tocht werd hij gehinderd door de Amerikanen die wegen versperden en liep hij vertraging op, doordat de logistiek van zijn leger te omvangrijk was. Toen hij voorraden trachtte in te slaan verloor hij 1000 soldaten bij de slag bij Bennington. Ondertussen werd Fort Stanwix belegerd door St. Leger, wiens troepenmacht voor meer dan de helft bestond uit indianen onder aanvoering van Sayanqueraghta. Minutemen en Indiaanse bondgenoten werden in een hinderlaag gelokt en verdreven bij de slag bij Oriskany. Toen een tweede ontzettingsleger, onder leiding van generaal Benedict Arnold Fort Stanwix naderde, vluchtten de Indiaanse bondgenoten van Carleton, waardoor hij het beleg moest opgeven en zich terug moest trekken naar Quebec.
Burgoynes leger marcheerde ondertussen voort naar Albany, hoewel het maar 6000 soldaten meer telde en zonder voorraden zat. Ze werden opgewacht door generaal Horatio Gates en zijn 8000 man tellend leger, dat zich 16 kilometer bezuiden Saratoga hadden ingegraven. Burgoyne trachtte dit leger te omsingelen maar werd gestuit door de eerste Slag bij Saratoga. De verhoopte steun van generaal Howe kwam er niet omdat deze richting Philadelphia marcheerde. Het leger van Gates werd ondertussen vergroot en telde al 11.000 soldaten die, bij de Tweede slag bij Saratoga op 17 oktober 1777 Burgoyne tot overgave dwongen.
Saratoga was het keerpunt van de oorlog, waardoor het vertrouwen en de vastberadenheid van de revolutionairen hernieuwd werd. De overwinning zette de Fransen aan tot het sluiten van een openlijke alliantie (ze leverden al twee jaar geheime steun) met de Amerikanen, waardoor de oorlog voor de Britten veel moeilijker werd.

##### Philadelphiacampagne

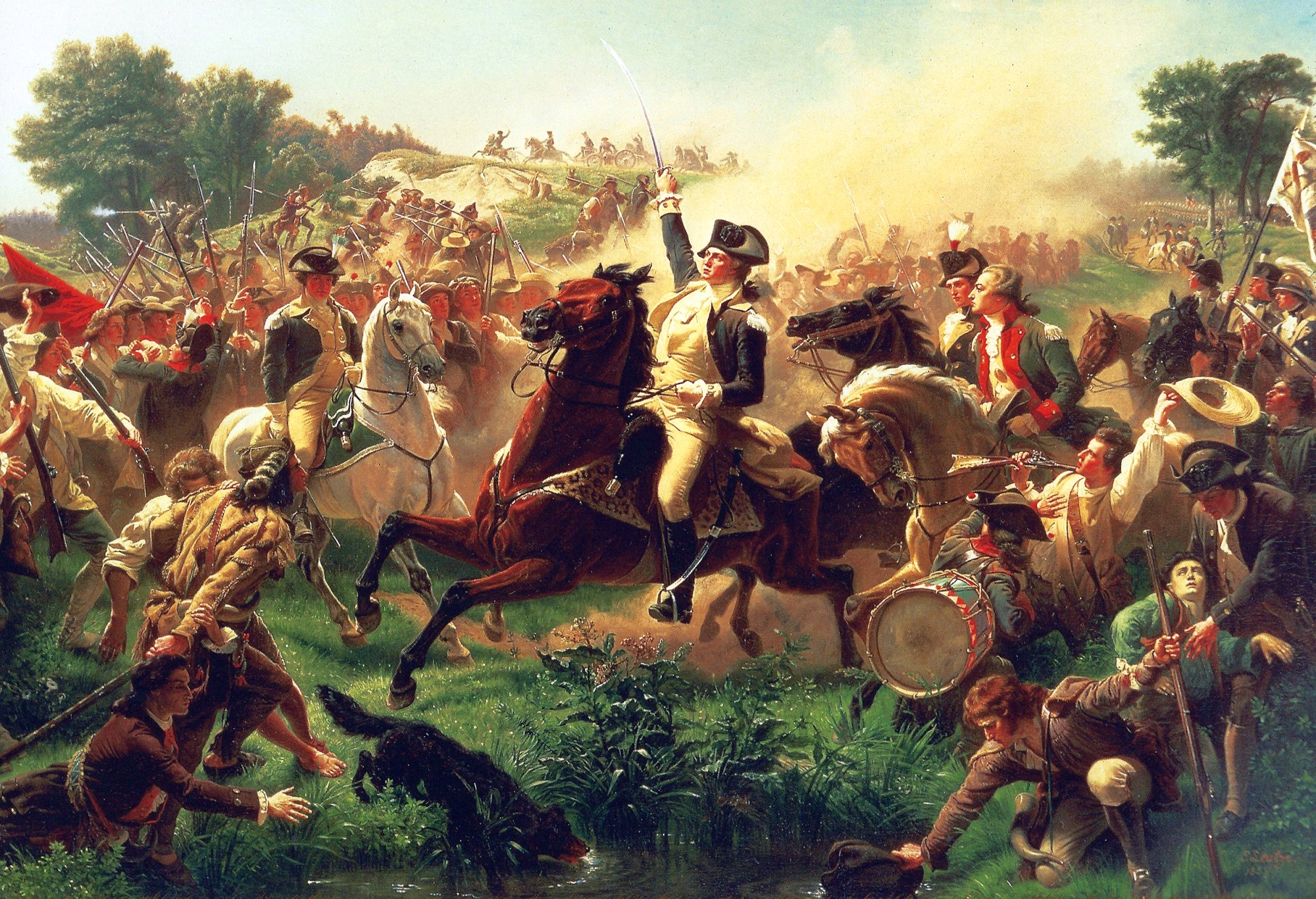
De Slag bij Monmouth

Na New York veiliggesteld te hebben in 1776 was het nieuwe doel van generaal Howe in 1777 de verovering van Philadelphia, de stad waar de revolutionaire regering zetelde. Eind augustus arriveerde hij met 15.000 Britse soldaten aan het noordelijke einde van de Chesapeake Bay. Tussen Philadelphia en generaal Howe was George Washington gepositioneerd met 11.000 soldaten, die na de Slag bij Brandywine op 11 september 1777 teruggedreven werden. Het Congres verliet de stad en op 26 september kon generaal Howe de stad zonder tegenstand innemen. Washington trok zich terug in oktober en wachtte de volgende zet van de Britten af. Na een Britse aanval bij White Marsh afgeslagen te hebben en een mislukte aanval op het leger van Howe bij Germantown, sloeg het leger van Washington kamp op in Valley Forge in december 1777. Deze plaats lag 32 kilometer van Philadelphia en het leger verbleef er zes maanden. Van de 10.000 soldaten stierven er 2.500 aan ziektes en ontbering. De volgende lente marcheerde het Valley Forge gesterkt uit na een training door Baron von Steuben, die het Amerikaanse leger de modernste Pruisische organisatiemethoden en tactieken had bijgebracht.
Generaal Howe werd als opperbevelhebber vervangen door generaal Clinton. Doordat de Fransen zich in de oorlog gemengd hadden, diende de Britse strategie te veranderen. Clinton verliet daarin Philadelphia om New York te gaan versterken, dat kwetsbaar was voor aanvallen van de Franse marine. Gedurende de tocht van Clinton van Philadelphia naar New York achtervolgde het Amerikaanse leger dat van de Britten en leverde er de laatste grote veldslag mee in het noorden, de slag bij Monmouth op 28 juni 1778. Het Britse leger van Clinton kwam net aan in New York, toen de Franse vloot onder admiraal d’Estaing aankwam aan de Amerikaanse kust. Het leger onder Washington trok zich terug ten noorden van New York.

### Een internationale oorlog 1778-1783

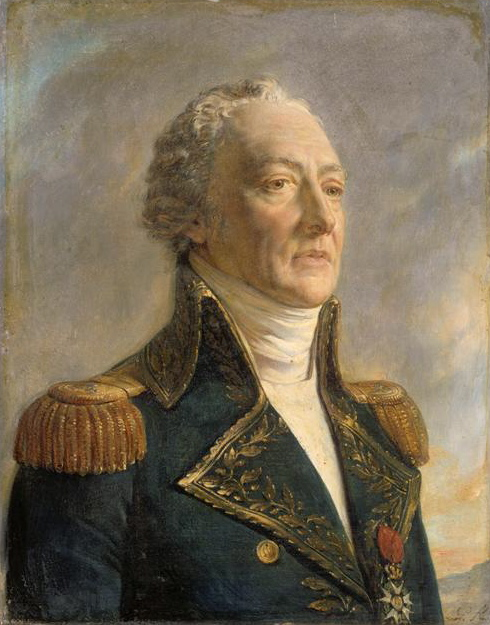
Admiraal La Touche-Tréville

In 1778 werd de Amerikaanse onafhankelijkheidsoorlog een internationale oorlog, die zich naar Europa, de Europese kolonies in Amerika en India verspreidde. Frankrijk was al sinds 1776 informeel betrokken bij het conflict in Noord-Amerika. De Franse admiraal La Touche-Tréville leverde de Amerikanen voorraden, munitie en wapens op vraag van Thomas Jefferson. Nadat de Amerikaanse overwinning bij Saratoga bekend geworden was, tekenden de Fransen het verdrag van alliantie op 6 februari 1778. Hierbij gingen beide naties een militaire alliantie aan met elkaar. Nadat Frankrijk officieel de oorlog instapte, volgde zijn Europese bondgenoot Spanje in juni 1779. Spanje weigerde eerst de Amerikaanse onafhankelijkheid te erkennen, omdat het niet happig was op antikoloniale opstanden, die ook in het grote Spaanse Rijk konden uitbreken. Nadat Frankrijk en Spanje zich bij de Verenigde Staten hadden aangesloten in de strijd tegen Groot-Brittannië, sloot de Republiek zich eind 1780 ook aan bij de anti-Britse alliantie.

### Straf de Amerikanen
Doordat Engeland nu ook een Europese oorlog moest uitvechten, werd de hoop opgegeven, om de opstandige kolonie door middel van een bezetting terug te onderwerpen. Koning George III wenste vooral de Amerikanen te straffen voor hun ongehoorzaamheid. Het plan hiertoe was de oorlog zo lang mogelijk rekken. Het plan bestond erin om de 30.000 soldaten in New York, Rhode Island, Quebec en Florida gelegerd te houden, terwijl andere troepen de Fransen en Spanjaarden in de Caraïben aanvielen. Om de Amerikanen te straffen diende volgens de Britse vorst hun handel vernietigd, hun havens gebombardeerd en kuststeden geplunderd en verbrand te worden. Tevens dienden de indianen op de bewoners van de grensstreken losgelaten te worden. Door al deze acties hoopte de koning dat de loyalisten geïnspireerd zouden worden en het Congres verdeeld zou raken. Hierdoor zou de Amerikaanse bevolking terugkeren onder de Britse kroon.
De uitvoering van het plan betekende tevens de voortzetting van een dure oorlog, wat het risico op een ramp met zich meebracht omdat Frankrijk en Spanje een invasievloot aan het opbouwen waren om Groot-Brittannië binnen te vallen. Daarom ging de aandacht van de Britten vanaf 1778 vooral uit naar het verslaan van hun Europese vijanden, om daarna de geïsoleerd geraakte Amerikaanse kolonies weer in te lijven.

#### Uitbreiding van de oorlog op zee

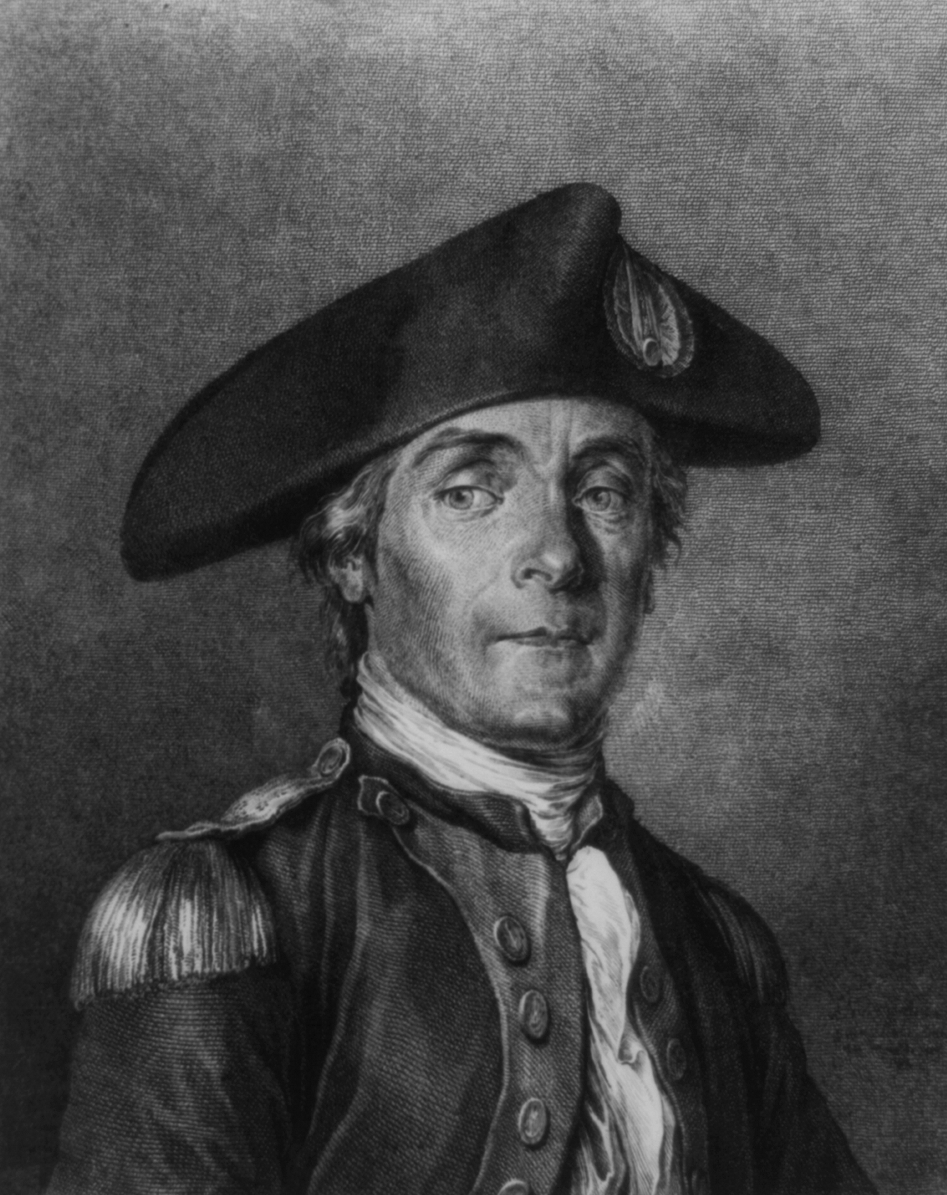
John Paul Jones

Aan het begin van de oorlog hadden de Britten een overweldigende superioriteit op zee tegenover de Amerikaanse kolonisten. De Royal Navy beschikte over 100 linieschepen en veel fregatten en kleinere schepen. Deze vloot was echter verouderd en verkeerde in slechte staat, iets waar later Lord Sandwich, First Lord of the Admiralty, de schuld van zou krijgen. Tijdens de eerste drie jaren van de oorlog werd de Royal Navy vooral gebruikt om troepen te transporteren en de commerciële schepen te beschermen. De Amerikaanse kolonisten beschikten niet over linieschepen en waren toegewezen op piraterij om de Britse vloot te hinderen. De Amerikaanse kapers waren een doorn in het oog van de Royal Navy hoewel ze weinig successen boekten. Doch de kapers die opereerden vanuit Franse havens in het Kanaal zetten de Royal Navy soms voor paal en verzuurden de Frans-Britse relaties. Ongeveer 55.000 Amerikaanse matrozen bemanden de kaperschepen tijdens de oorlog. De kapersvloot bestond uit 1.700 schepen en deze veroverden 2.283 op de Britten. Het Continentale Congres richtte een kleine Continentale Marine op in oktober 1775. Deze marine werd voornamelijk gebruikt commerciële schepen te overvallen. John Paul Jones werd de eerste marineheld van de Verenigde Staten nadat hij op 24 april 1778 met zijn 18 kanonnen USS Ranger de 14 kanonnen oorlogssloep HMS Drake veroverde.
Toen Frankrijk officieel in de oorlog stapte, betekende dit, dat de Britse hegemonie op de zee werd aangevallen. De alliantie tussen Frankrijk en Amerika verliep in het begin stroef door verschillende militaire prioriteiten. Frankrijk hoopte de Britse bezittingen in de Caraïben te veroveren, de Amerikanen wilden hun onafhankelijkheid bestendigen. Hoewel de Franse financiële steun gedurende de oorlog onontbeerlijk was voor de Amerikaanse Revolutie zou de militaire hulp pas in juli 1780 substantieel worden, toen een groot aantal soldaten onder leiding van de graaf van Rochambeau aankwam in de Verenigde Staten. Spanje sloot zich aan bij Frankrijk als bondgenoot in de oorlog en had als doel de herovering van Gibraltar en Minorca, die ze verloren had aan de Britten in 1704. Hoewel Gibraltar meer dan drie jaar belegerd werd, hield het Britse garnizoen halsstarrig vol. De Spaanse pogingen om Gibraltar te veroveren faalden. De verovering van Minorca slaagde wel en ving aan op 5 februari 1782.

#### De Caraïben en de Golf van Mexico

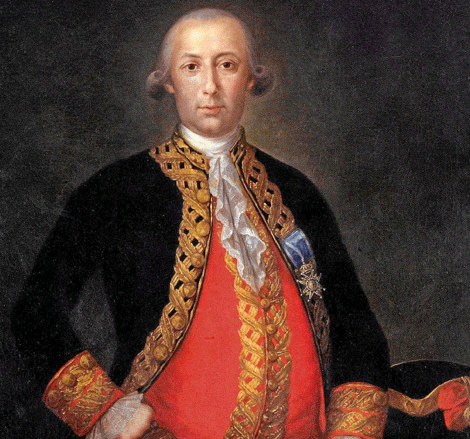
Bernardo de Gálvez

De Caraïbische eilanden en vooral de Kleine Antillen zagen veel actie tijdens de oorlog. Hoewel Frankrijk Saint Lucia al vroeg in de oorlog verloor, domineerde zijn marine de Caraïben en veroverde ze Dominica, Grenada, Saint Vincent, Montserrat, Tobago en Saint Kitts. De bezittingen van de Republiek werden veroverd door de Britten, maar later heroverd door de Fransen, die ze teruggaven. De slag bij de Saintes in april 1782 beknotte de Franse en Spaanse hoop om Jamaica en andere kolonies op de Britten te veroveren. Aan de golfkust verjoeg de Spaanse gouverneur van Louisiana, graaf Bernardo de Gálvez, de Britten uit hun vooruitgeschoven kampen aan de Mississippi in 1779. Vervolgens veroverde de Gálvez Mobile in 1780 en de citadel van Pensacola in 1781. Op 8 mei 1782 werd de Britse marinebasis New Providence in de Bahama's veroverd, hoewel deze laatste teruggeschonken werd na het verdrag van Parijs. De acties van graaf de Gálvez leidden tot de Spaanse verwerving van Florida.
Ook Centraal-Amerika was het toneel van het conflict tussen Britten en Spanjaarden, daar de Britten hun invloedssfeer in Belize, Honduras en Nicaragua trachtten uit te breiden. De expedities tegen San Fernando de Omoa in 1779 en San Juan in 1780 (onder leiding van de jonge Horatio Nelson) waren succesloos. De Spanjaarden slaagden er ook niet in om de Britten uit Centraal-Amerika te verjagen. Buiten de verwerving van Tobago door de Fransen zou de vrede van 1783 alle kolonies in de Caraïben terugschenken aan de eigenaar van voor de oorlog.

#### India en de Republiek

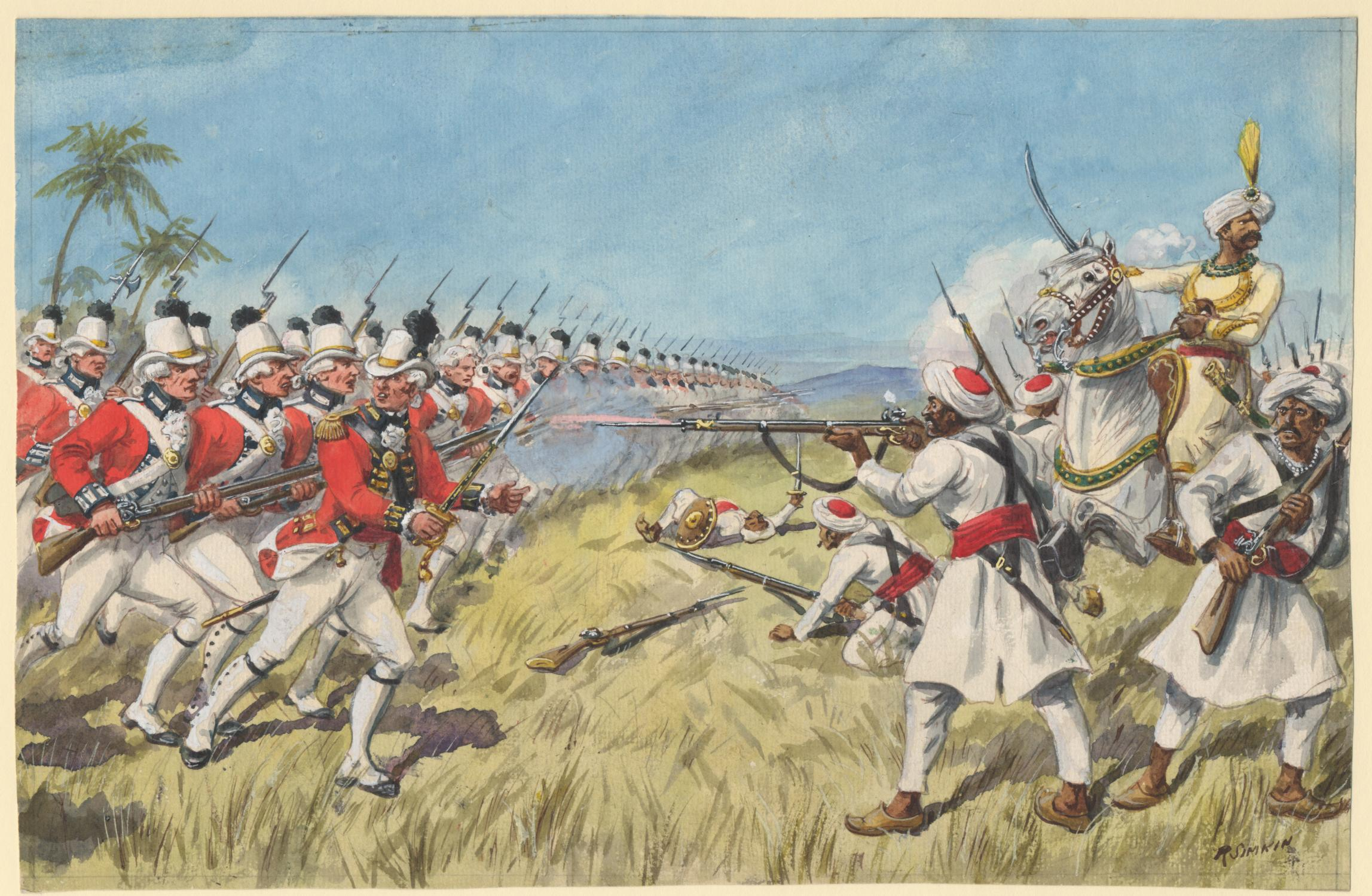
De Anglo-Missore oorlog

Na de oorlogsverklaring door de Fransen veroverden de Britten in 1778 Pondicherry na een beleg van twee maanden. De verovering van de Franse haven Mahé zette sultan Haider Ali van Mysore aan tot de Tweede Oorlog tussen Mysore en de Britten in 1780. Ali en vervolgens zijn zoon Tipu Sultan dreven de Britten bijna uit Zuid-India, maar door zwakke Franse steun eindigde de oorlog met het Verdrag van Mangalore in een status quo ante bellum . Ook de Franse kolonies werden na de oorlog teruggegeven. Hoewel de Republiek neutraal was, dreef ze handel met de Amerikanen. De handel van wapens en munitie tegen koloniale goederen druiste in tegen de Navigation Acts. De Britten trachtten deze handel te verhinderen, eerst via diplomatieke kanalen, vervolgens door het doorzoeken van Nederlandse handelsschepen en de confiscatie van de handelswaar. Deze situatie escaleerde verder toen de Britten een Nederlands schip confisqueerden in december 1779. Hierop voegde de Republiek zich bij het verbond van gewapende neutraliteit. De Britten verklaarden de Republiek op grond hiervan in december 1780 de oorlog, waarmee de vierde Engels-Nederlandse oorlog een feit was.
Deze oorlog was een militaire en economische ramp voor de Republiek. Door politieke verdeeldheid kon zij niet treffend reageren op de Britse blokkade van de kust en de verovering van haar kolonies. In het vredesverdrag van 1784 tussen beide naties, verloor de Republiek de Indiase haven Negapatam en diende ze ook handelsconcessies te doen. De Republiek tekende in 1782 een vriendschaps- en handelsverdrag met de Verenigde Staten, waarmee ze als tweede (na Frankrijk) officieel de Verenigde Staten erkende.

### De oorlog in het zuiden

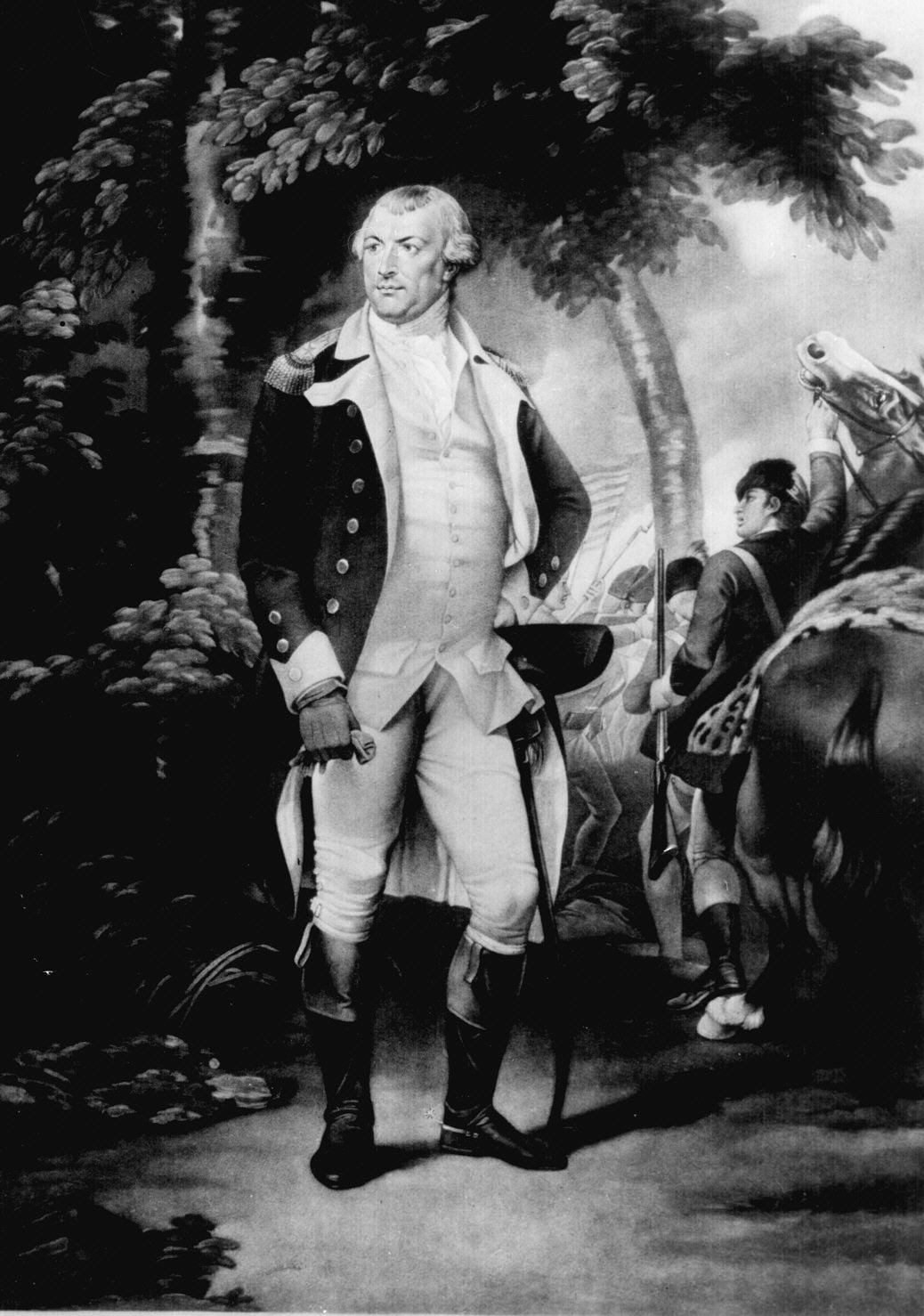
Nathanael Greene

Tijdens de eerste drie jaar van de Amerikaanse Onafhankelijkheidsoorlog vonden de gevechten vooral plaats in het noorden, hoewel een Britse overname van Charleston verhinderd werd en verschillende acties ondernomen werden tegen de Britten in Florida. Nadat de Fransen zich bij de Amerikanen aangesloten hadden, richtten de Britten hun aandacht op de zuidelijke kolonies. Deze trachtten ze te heroveren met de hulp van de loyalisten. Deze strategie bood als groot voordeel, dat de marine dichter bij de Caraïben gestationeerd werd, waar ze voortdurend nodig was om de Britse kolonies en handelsbelangen te beschermen.
Op 29 december 1778 veroverde een expeditie van generaal Clinton uit New York Savannah in Georgia. De poging door Fransen en Amerikanen om deze stad te heroveren mislukte op 9 oktober 1779. In mei 1780 belegerde generaal Clinton Charleston, die de grootste stad in het zuiden was, waarbij hij zowel de stad als het merendeel van het zuidelijke Continentale Leger buit maakte. De resten van het Zuidelijke Continentale leger trokken zich terug naar Noord-Carolina maar werden achtervolgd door luitenant-kolonel Banastre Tarleton, die een overwinning boekte in de slag bij Waxhaws op 29 mei 1780. Deze overwinning deed de Amerikaanse militaire activiteit in de regio in elkaar storten.
Generaal Cornwallis nam het Britse commando over, terwijl Horatio Gates het commando over de Amerikanen opnam. Op 16 augustus 1780 werd Gates verslagen bij de slag bij Camden, waardoor Cornwallis Noord-Carolina kon binnenvallen. De overwinningen van Cornwallis hielden hierna snel op. Hij werd op 7 oktober 1780 verslagen bij de slag bij Kings Mountain en luitenant-kolonel Tarleton werd verslagen op 17 januari 1781 bij de slag bij Cowpens. Generaal Gates werd opgevolgd door Nathanael Greene, die in opeenvolgende veldslagen de Britten probeerde uit te putten. In maart achtte hij de tijd rijp om rechtstreeks de strijd met Cornwallis aan te gaan. Deze laatste versloeg Greene bij de slag bij Guilford Court House ten koste van gigantische verliezen zonder het Continentaal leger te breken. Cornwallis was hierna verplicht zelf terug te trekken naar Wilmington om zijn leger op krachten te laten komen. Hierdoor kon Greene Noord- en Zuid-Carolina en Georgia veroveren.
In januari 1781 arriveerde een Brits leger onder het gezag van Benedict Arnold in Virginia. Dit leger baande zich een weg door Virginia en vernietigde daarbij alle opslagplaatsen, molens en andere economische gebouwen. In februari zond generaal Washington generaal La Fayette om Arnold tegen te houden. Benedict Arnold haalde versterking in New York in maart en sloot bij het leger van Cornwallis aan in mei. Na een schermutseling tussen generaal La Fayette en generaal Cornwallis kreeg de Britse generaal de order om een versterkte marinebasis op te richten in Virginia. Gehoor gevend aan deze orders startte hij met de versterking van Yorktown en wachtte de komst van de Royal Navy af.

### De noordelijke en westelijke grensstreek

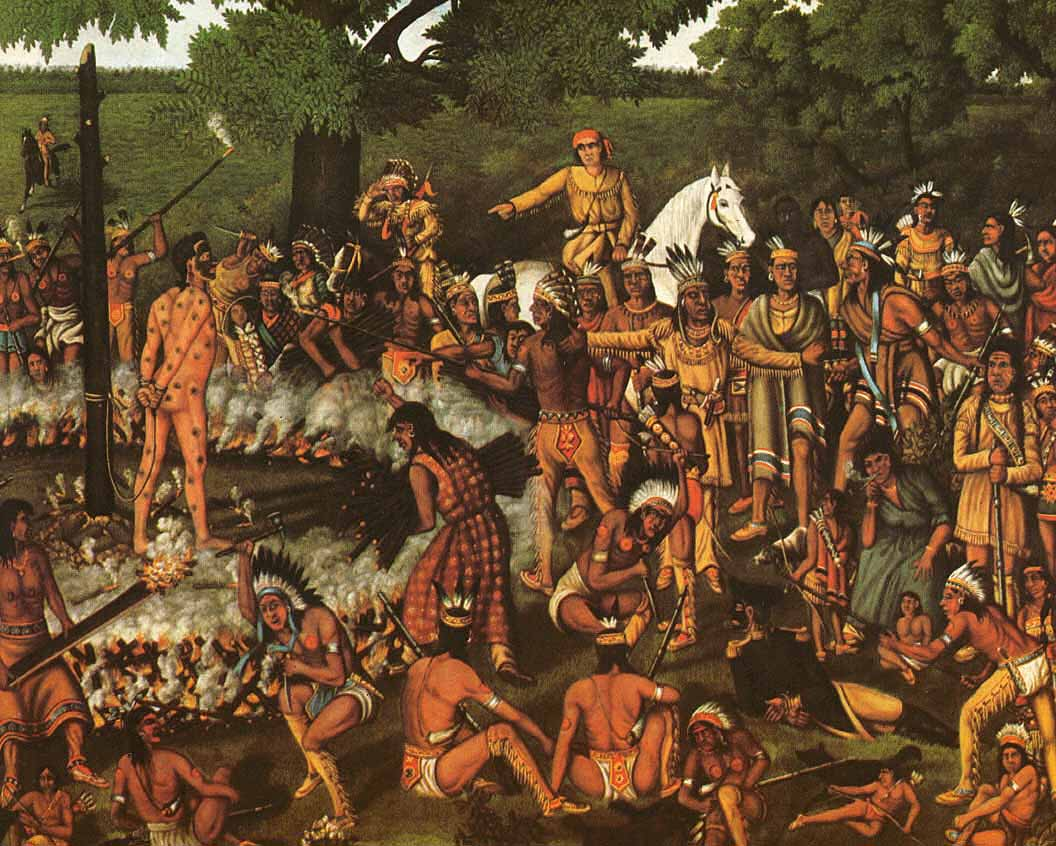
Crawford aan de martelpaal

Ten westen van de Appalachen en aan de grens met Québec was de Amerikaanse Onafhankelijkheidsoorlog een Indianenoorlog. De meeste indianen steunden de Britten, zoals de Irokezen, de Shawnee en de Cherokee. De Britten bevoorraden de indianen met musketten en buskruit, terwijl de Loyalisten ze leidden in raids op dorpen in New York, Kentucky en Pennsylvania. Deze aanvallen in de Wyoming- en Cherry Valley in 1778 dwongen Washington tot het sturen van de Sullivan Expeditie naar west New York in de zomer van 1779. Deze expeditie vernietigde systematisch de wintervoorraad van de indianen, die als gevolg hiervan permanent naar Britse kampen in Quebec, in de buurt van de Niagara Falls vluchtten. In Ohio en Illinois trachtte George Rogers Clark de Britse invloed op de stammen binnen het gebied van de Ohio uit te schakelen door de buitenposten van Kaskaskia, Cahokia en Vincennes te veroveren in de zomer van 1778. Toen de Britse generaal Henry Hamilton, die tevens bevelhebber van Detroit was, Vincennes heroverde, nam George Clark generaal Hamilton door middel van een verrassingsaanval in februari 1779 gevangen. In maart 1782 werden honderd neutrale indianen vermoord door minutemen in de slachting van Gnadenhütten. In de laatste grote slagen van de oorlog werd een groep van 200 militieleden uit Kentucky verslagen bij de slag bij Blue Licks in 1782.

### Yorktown en de overgave van Cornwallis

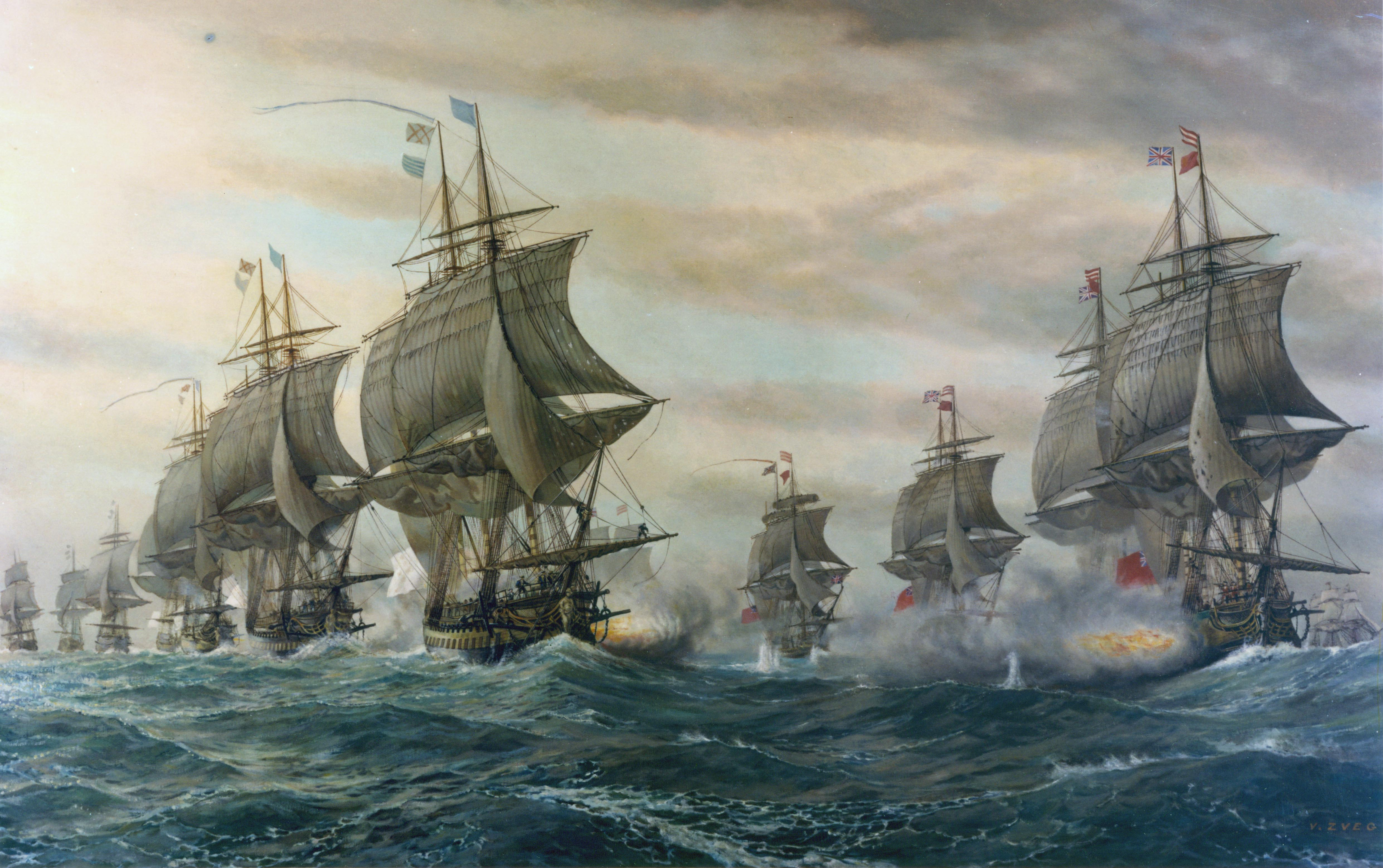
De Zeeslag bij Chesapeake

In 1781 werd generaal Cornwallis bevolen, om een versterkte positie in te nemen, die bevoorraad en indien nodig geëvacueerd kon worden via de zee. Hiervoor koos hij Yorktown in Virginia. Doordat de komst van de Franse vloot uit de Caraïben de geallieerden de controle over de Chesapeake zou geven, begon generaal Washington zijn Amerikaanse en Franse troepen naar Virginia te verplaatsen. In september versloeg de Franse vloot die van de Britten bij de slag bij Chesapeake, waardoor Cornwallis werd afgesneden van de zee en geïsoleerd werd. Begin oktober begon een leger van Amerikanen en Fransen onder het bevel van generaal Washington aan het beleg van Yorktown. Na een hevig bombardement en het verlies van de voorposten gaf generaal Cornwallis, met een leger van 7.000 soldaten, zich over op 19 oktober 1781.
De overgave van Yorktown zorgde ervoor, dat de Britse koning de steun van het parlement verloor, dat geen grootscheepse acties meer toestond in Noord-Amerika. Hoewel 30.000 Britse soldaten New York, Charleston en Savannah bezetten, werd de rest van de oorlog elders (voornamelijk door zeeslagen) voortgezet tot een vrede werd onderhandeld in 1783 in Versailles.

## Grondwet

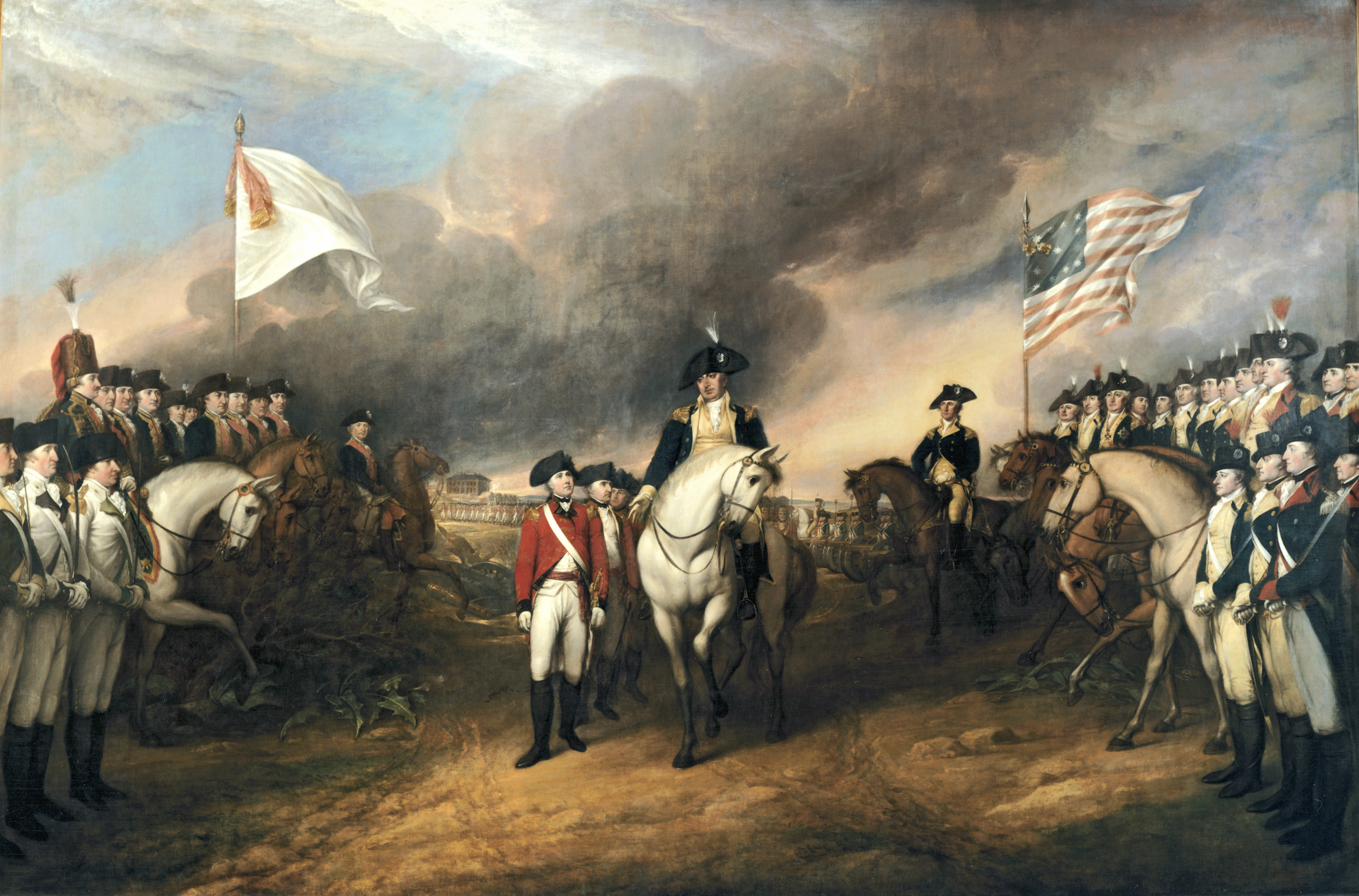
De overgave van Cornwallis betekende het feitelijke einde van de vijandelijkheden

In 1787 werd er een nieuwe Grondwet aanvaard, een moeizaam proces dat pas afgerond werd toen er een zogenaamde Bill of Rights aan de grondwet werd toegevoegd. De "Bill of Rights" bestond uit tien artikelen die de menselijke grondrechten bevatten. Door de aanvaarding van de nieuwe grondwet gingen de dertien koloniën als een Unie van Verenigde Staten verder en in 1789 werd George Washington de eerste president. Dat de dertien zo verschillende koloniën meteen een eenheid zouden gaan vormen, bleek een utopie. Het enige gemeenschappelijke waren in feite de Articles of Confederation, een soort grondwet die vooral het onafhankelijke karakter van de koloniën bevestigde. Verder was er eigenlijk maar één gezamenlijk orgaan, het Continental Congress, dat echter maar een paar keer per jaar bijeenkwam. Deze losse verbintenis van staten ging gebukt onder grote oorlogsschulden, een teruglopende handel en een ontbrekend centraal gezag. De zogenaamde Federalisten pleitten voor een sterker gezag en een betere grondwet.
De dertien koloniën die de grondwet ratificeerden waren:
- Delaware op 7 december 1787
- Pennsylvania op 12 december 1787
- New Jersey op 18 december 1787
- Georgia op 2 januari 1788
- Connecticut op 9 januari 1788
- Massachusetts op 6 februari 1788
- Maryland op 28 april 1788
- South Carolina op 23 mei 1788
- New Hampshire op 21 juni 1788
- Virginia op 25 juni 1788
- New York op 26 juni 1788
- North Carolina op 21 november 1789
- Rhode Island op 29 mei 1790